# Anderson Lake (Western Australia)
Anderson Lake ist ein See beim Ort Lake Toolbrunup im australischen Bundesstaat Western Australia.
Der See ist 2,3 Kilometer lang, einen Kilometer breit und liegt auf 223 Metern über dem Meeresspiegel.